# Федерация софтбола России
Федерация софтбола России (сокр. ФСР) — общественная спортивная организация, занимавшаяся развитием и популяризацией софтбола в России, проведением соревнований национального уровня, формированием национальных сборных. Образована в 2002 году. Член WBSC и WBSC Европа. 19 февраля 2025 года объединилась с Федерацией бейсбола России в Федерацию бейсбола и софтбола России.

## История развития софтбола вСССРиРоссии
В Советском Союзе софтбол появился после соглашения о сотрудничестве между Олимпийским комитетом США и Госкомспортом СССР. Со стороны СССР была оказана помощь в развитии хоккея с мячом в США в обмен на содействии в развитии бейсбола и софтбола в СССР. В ноябре 1986 года была образована Федерации бейсбола, софтбола и русской лапты СССР. В том же году в стране появились первые софтбольные клубы, а через год в различных городах СССР прошли первые турниры. В 1991 состоялся первый и единственный чемпионат СССР среди женщин, победу в котором одержала команда «Виктория» (Тирасполь, Молдова).
В 1992 году была создана Федерация бейсбола, софтбола и русской лапты России. Тогда же состоялся и первый чемпионат России среди женщин, носивший статус открытого, участие в котором приняли команды из бывших республик СССР. Официальных мужских соревнований в России до сих пор не проводилось, так как изначально в стране софтбол в основном воспринимался как женская разновидность бейсбола.
В апреле 2002 года Федерация бейсбола, софтбола и русской лапты России разделилась на три организации. 19 апреля того же года состоялась учредительная конференция Федерации софтбола России. Её президентом был избран Владимир Пантелеев. 
В 1992 году была сформирована женская сборная России. В том же году она приняла участие в чемпионате Европы в голландском Бюссюме, но не имея никакого международного опыта не смогла на равных конкурировать со своими соперниками, заняв последнее (11-е) место. С 1997 года российские софтболистки регулярно участвуют в европейских первенствах и трижды сумели выиграть медали — серебряные в 2003 и бронзовые в 1999 и 2007 годах. На чемпионатах 2013 и 2015 сборная России останавливалась лишь в шаге от попадания в число призёров, а в 2017 стала 5-й. Дважды софтболистки России принимали участие и в чемпионатах мира — в 2002 и 2014, но оба раза занимали лишь 13-е место.
Несмотря на то, что в России в основном получил развитие лишь женский софтбол, в 1995—1996 функционировала и мужская сборная страны, принявшая участие в чемпионате Европы, а затем и мира. Выступления были неудачными и вот уже на протяжении почти 30 лет мужская национальная команда не формируется.     
В 1991 году на европейскую арену в первый и единственный раз вышла юниорская сборная СССР, принявшая участие в чемпионате Европы и заняла 4-е место среди 5 команд. С 1994 уже российские девушки регулярно выступают на юниорских первенствах континента, проводящихся раз в два года, 6 раз выиграв медали этих соревнований — «серебро» в 2000 и 2002 и «бронзу» в 2006, 2010, 2012 и 2014 годах. С 2008 состоялось 5 чемпионатов Европы среди молодёжных команд и неизменно в числе призёров оказывается сборная России. В 2012 и 2014 она стала сильнейшей на молодёжных континентальных первенствах, в 2008 и 2016 становилась серебряным призёром, а в 2010 — бронзовым. 5 раз молодёжная сборная России участвовала и в чемпионатах мира, но выше 7-го места не поднималась.
С 1994 года российские команды регулярно принимают участие в европейских клубных соревнованиях. Наибольших успехов в этих турнирах добилась тучковская «Карусель» (25-кратный чемпион России по состоянию на 2020), дважды становившаяся серебряным (2003, 2009) и один раз бронзовым (в 2000) призёром Кубка Европы — аналога Лиги чемпионов в других видах спорта. В 2017 софтболистки «Карусели» стали победителями Кубка Европы, с 2014 имеющего статус второго по значимости еврокубкового соревнования (главным клубным турниром Европы с 2014 стал Премьер-Кубок). Кроме этого спортсменки «Карусели» имеют в своём активе победу (в 2004) и «серебро» (в 2005) в розыгрышах Кубка обладателей кубков. Два призовых места (бронзовых) на счету московской «Московии» в том же Кубке кубков, добытых ею в 2002 и 2003 годах.
19 февраля 2025 года на совместной Конференции Федераций бейсбола и софтбола России было принято решение об объединении этих двух спортивных организаций в единую Федерацию бейсбола и софтбола России (ФБСР). 

## Структура ФСР
Высший орган Федерации софтбола России — Конференция, созываемая не реже одного раза в два года. Раз в 4 года конференция имела статус отчётно-выборной.
Для решения задач, поставленных конференцией перед ФСР, а также уставных требований, делегаты конференции сроком на 4 года избирали президиум в составе президента, генерального секретаря, вице-президентов, исполнительного директора и других членов.
На отчётно-выборной конференции Федерации софтбола России 29 декабря  2020 года президентом ФСР переизбран Вячеслав Смагин. Вице-президентами избраны Иван Самчук и Николай Маслов, генеральным секретарём — Ирина Хоточкина.

## Президенты ФСР
- 2002—2016 — Владимир Пантелеев;
- 2016—2017 — Олег Гранкин[3];
- 2017—2025 — Вячеслав Смагин[4].

## Официальные соревнования
В рамках своей деятельности Федерация софтбола России отвечала за проведение следующих ежегодных турниров:
- Чемпионат России среди женщин.
- Кубок России среди женщин.
- Первенства России среди молодёжных и юниорских команд.